# Autoritative Erziehung
Als autoritative Erziehung bezeichnet man einen Erziehungsstil, der durch hohe Responsivität und hohe Kontrolle gekennzeichnet ist. Eltern, die ihre Kinder autoritativ erziehen, gehen liebevoll auf diese ein und üben gleichzeitig ein hohes Maß an Autorität aus.

## Begriffsabgrenzung
Von einer autoritären Erziehung unterscheidet sich die autoritative Erziehung durch ein höheres Maß an emotionaler Wärme, Rapport, Akzeptanz und Kommunikationsbereitschaft, die dem Kind entgegengebracht werden. Von einer permissiven Erziehung unterscheidet sie sich durch ein höheres Maß an intentionaler Erziehung mit mehr Regeln, mehr Einsatz von Erziehungsmitteln und einer stärkeren Führung durch die Eltern.

## Autoritative Erziehung als Erziehungsstil oder Erziehungskonzept
Als Erziehungsstil ist autoritative Erziehung weder eine Erziehungsmethode noch eine selbstständige „Erziehungsphilosophie“.
Die pädagogischen Normen, die unter dem Vorzeichen einer autoritativen Erziehung verwirklicht werden können, erstrecken sich über eine große Bandbreite. So sagt der Terminus zum Beispiel nichts aus über die Art der Anforderungen, die autoritativ erziehende Eltern an ihre Kinder stellen. Das können hohe (Schul-)Leistungsanforderungen sein, aber auch hohe Anforderungen an charakterliche Kompetenzen, wie z. B. Selbstständigkeit, Resilienz und Empathie. Religiös fundierte Normen sind mit einer autoritativen Erziehung ebenso kompatibel wie weltlich begründete.
Auch über die Wahl der Erziehungsmittel (von positiver Verstärkung bis hin zu körperlicher Züchtigung) wird mit dem Begriff „autoritative Erziehung“ zunächst keine Aussage gemacht. In der westlichen Welt tendieren autoritativ erziehende Eltern allerdings zu Erziehungsmitteln wie Lob und Ermutigung und setzen darauf, dass das Kind ihnen freiwillig folgt. Um eine lerntheoretische Begründung der Erziehungsstilforschung hat sich in den 1970er Jahren ein Forscherteam um Kurt-Hermann Stapf bemüht; deren Marburger Zweikomponenten-Modell und das darauf aufbauende, von Heinz Walter Krohne entwickelte Zweiprozess-Modell elterlicher Erziehungswirkung erklären diesen Befund: Eltern, die daran gewöhnt sind, sich ihrem Kind liebevoll zuzuwenden, es zu unterstützen und hoffnungsvolle Zukunftserwartungen in ihm zu wecken, verhalten sich völlig konsistent, wenn sie das Verhalten des Kindes eher positiv als durch Strafen sanktionieren.

## Begriffsgeschichte
Der Ausdruck „autoritativ“ stammt von Max Horkheimer, der in seinem Essay Autorität und Familie (1936) damit das Verhalten eines Menschen (Kindes) bezeichnete, das Autorität von anderen (den Eltern) einfordert. Den Begriff „autoritative Erziehung“ hat dann die amerikanische Entwicklungspsychologin Diana Baumrind geprägt, die in den 1960er und 1970er Jahren Erziehungsstile klassifiziert und deren Auswirkungen untersucht hat. Baumrind konzipierte die autoritative Erziehung als eine Art „gesundes Mittelmaß“ zwischen autoritärer und permissiver Erziehung; Vernunft und elterliche Macht seien hier zum Nutzen des Kindes ideal ausbalanciert.
Der Gedanke eines ausgewogenen Erziehungsstils als Mittelweg zwischen autoritärer Erziehung und Laissez-faire war nicht neu und wurde Ende der 1930er Jahre bereits von dem Sozialpsychologen Kurt Lewin formuliert, der die Bezeichnung „demokratischer Stil“ verwendete. Lewin, der aus dem nationalsozialistischen Deutschland emigriert war, hatte dabei allerdings weniger die Elternhauserziehung als vielmehr Führungsstile in der Jugendarbeit im Sinn. Der Kinderarzt Benjamin Spock hatte mit seinem Bestseller Säuglings- und Kinderpflege bereits in den 1940er Jahren einen Leitfaden der autoritativen Erziehung vorgelegt, ohne dafür einen wissenschaftlichen Ausdruck zu verwenden.
Die deutschen Psychologen Reinhard und Anne-Marie Tausch übertrugen Lewins Überlegungen 1977 auf die Kindergartenerziehung und sprachen von einem „partnerschaftlichen“ oder „sozialintegrativen“ Führungsstil. Anders als Lewin und Baumgart konzipierten sie die Bandbreite der Erziehungsstile nicht als ein zwischen zwei Polen (autoritäre Erziehung ‒ permissive Erziehung) aufgespanntes Spektrum; sie gingen vielmehr davon aus, dass Autorität und Responsivität zwei voneinander unabhängige Dimensionen von Erziehung sind, die in einer zweidimensionalen Matrix dargestellt werden müssen.
Dass Autorität und Responsivität zwei voneinander unabhängige Dimensionen seien, ist unter Pädagogen bis heute nicht allgemein anerkannt. Während Tausch und Tausch keinen Zweifel daran hatten, dass es Eltern möglich sei, gleichzeitig streng und liebevoll zu sein, sprechen manche Autoren lieber von einem „flexiblen Erziehungsstil“ und postulieren damit, dass Eltern zwischen autoritärem und liebevollem Verhalten „springen“ müssen. Zwischen Responsivität und Nachgiebigkeit wird hier kein Unterschied gemacht. Auch in populären Elternratgebern wird der autoritative Erziehungsstil fast immer als goldener Mittelweg zwischen unbekömmlichen Extremen dargestellt.
Aus seiner sozialisationstheoretischen Perspektive hat Klaus Hurrelmann an die Überlegungen von Tausch und Tausch angeknüpft, gelangt jedoch zu der Überzeugung, dass ein hoher Einsatz elterlicher Autorität in Verbindung mit einer hohen Berücksichtigung kindlicher Bedürfnisse ungünstige Konsequenzen für die Selbständigkeit, soziale Verantwortlichkeit und Leistungsfähigkeit eines Kindes – den von den meisten Eltern erwünschten Zielen für die Erziehung – hat. Er bezeichnet diese Kombination als „überbehütenden“ Erziehungsstil. Anders als Tausch und Tausch beurteilt er sämtliche Erziehungsstile, die sich in den Randbereichen einer zweidimensionalen Matrix darstellen lassen, also sowohl den überbehütenden als auch den autoritären, den vernachlässigenden und den permissiven Stil, als schädlich. Er schlägt als positive Alternative einen „autoritativ-partizipativen Stil“ vor.
Stefan Fuß wandte gegen diese Auffassung 2006 ein, dass Hurrelmann erstens nicht differenziert habe, welche elterliche Machtanwendung legitim (im Sinne von Max Weber) und welche willkürlich und illegitim sei; zweitens habe er auch die „Kindesbedürfnisse“ allzu simpel konzipiert und nur das Bindungsbedürfnis, nicht aber Autonomiebedürfnisse berücksichtigt. Fuß’ Kritik an Hurrelmanns Überlegungen ist eine Kritik an der unzureichenden Theoretizität, die die Erziehungsstilforschung seit ihrer Begründung durch Baumrind kennzeichne und die in der Fachdiskussion beanstandet worden sei, etwa durch Theo Herrmann, Werner Deutsch, Helmut Lukesch, Klaus Schneewind und Reinhard Pekrun. Klaus Hurrelmann hat hierauf mit der sozialisationstheoretischen Ausformulierung des „autoritativ-partizipativen“ Stils durch das von ihm so genannte „Magische Erziehungsdreieck“ aus den drei A's reagiert: Anerkennung, Anregung und Anleitung bilden danach in jeweils mittlerer Dosierung den Kern dieses Erziehungsstils.
Die Theorieschwäche der Erziehungsstilforschung zeigt sich auch in der Kritik, die Ruth K. Chao in den 1990er Jahren an Baumrinds Modell geübt hat. Baumrind und die meisten anderen westlichen Forscher gingen demnach selbstverständlich davon aus, dass autoritativ erziehende Eltern mit ihrem Kind offen kommunizieren. In chinesisch-amerikanischen Familien ist jedoch ein Erziehungsstil weit verbreitet, der zwar sämtlichen Definitionskriterien von „autoritativer Erziehung“ genügt, eine offene Kommunikation aber vermissen lässt. Dass Eltern ihrem Kind Dinge wie etwa die Motive ihrer Erziehungsmaßnahmen nicht offen darlegen, ist Teil der chinesischen Kultur und hat, wie Chao erläutert, nichts mit einer auf Kosten der Kindesautonomie praktizierten Selbsterhöhung der Eltern zu tun, sondern ist Ausdruck einer vom Konfuzianismus geprägten Erziehungsphilosophie. Dass viele Forscher diesen Erziehungsstil vorschnell als autoritär abklassifiziert haben, deutet Chao als Ausdruck eines unreflektierten Ethnozentrismus. Ebenso lässt es sich jedoch als Folge einer unzureichenden theoretischen Fundierung der Definition des autoritativen Erziehungsstils beschreiben.

## Forschung
Trotz der ungeklärten Theoriesituation und der Unschärfe der Definition sind immer wieder Untersuchungen vorgenommen worden, in denen die Wirkungen eines autoritativen Erziehungsstils bestimmt werden sollten.
Für die Verwirklichung der folgenden erzieherischen Desiderate scheint eine autoritative Elternhauserziehung demnach besonders günstig zu sein:
- hohes Selbstwertgefühl[18]
- hohe Selbstwirksamkeitserwartung[19]
- hohe Selbstständigkeit[20]
- hohe psychosoziale Kompetenz[21]
- hohe Schulleistungen[20][22][23]
- geringe Neigung zu Verhaltensproblemen[21]
- geringe Neigung zum Drogenmissbrauch[20][24]
- geringe Neigung zu psychischen Störungen[21]
- günstige psychosoziale Entwicklung insgesamt[25]